# Chirothrips secalis
Chirothrips secalis är en insektsart som beskrevs av Dudley Moulton 1936. Chirothrips secalis ingår i släktet Chirothrips och familjen smaltripsar. Inga underarter finns listade i Catalogue of Life.